# Lotus Exige
Lotus Exige — двухдверный, двухместный спорткар, производимый компанией Lotus Cars. В своей основе Lotus Exige — это версия Lotus Elise с кузовом купе (Elise же является родстером со среднемоторной компоновкой и производится с 1996 года).
23 декабря 2021 года стало известно, что Lotus Exige снимается с производства, вместе с 2-я другими моделями компании – Elise и Evora.

## Серия 1

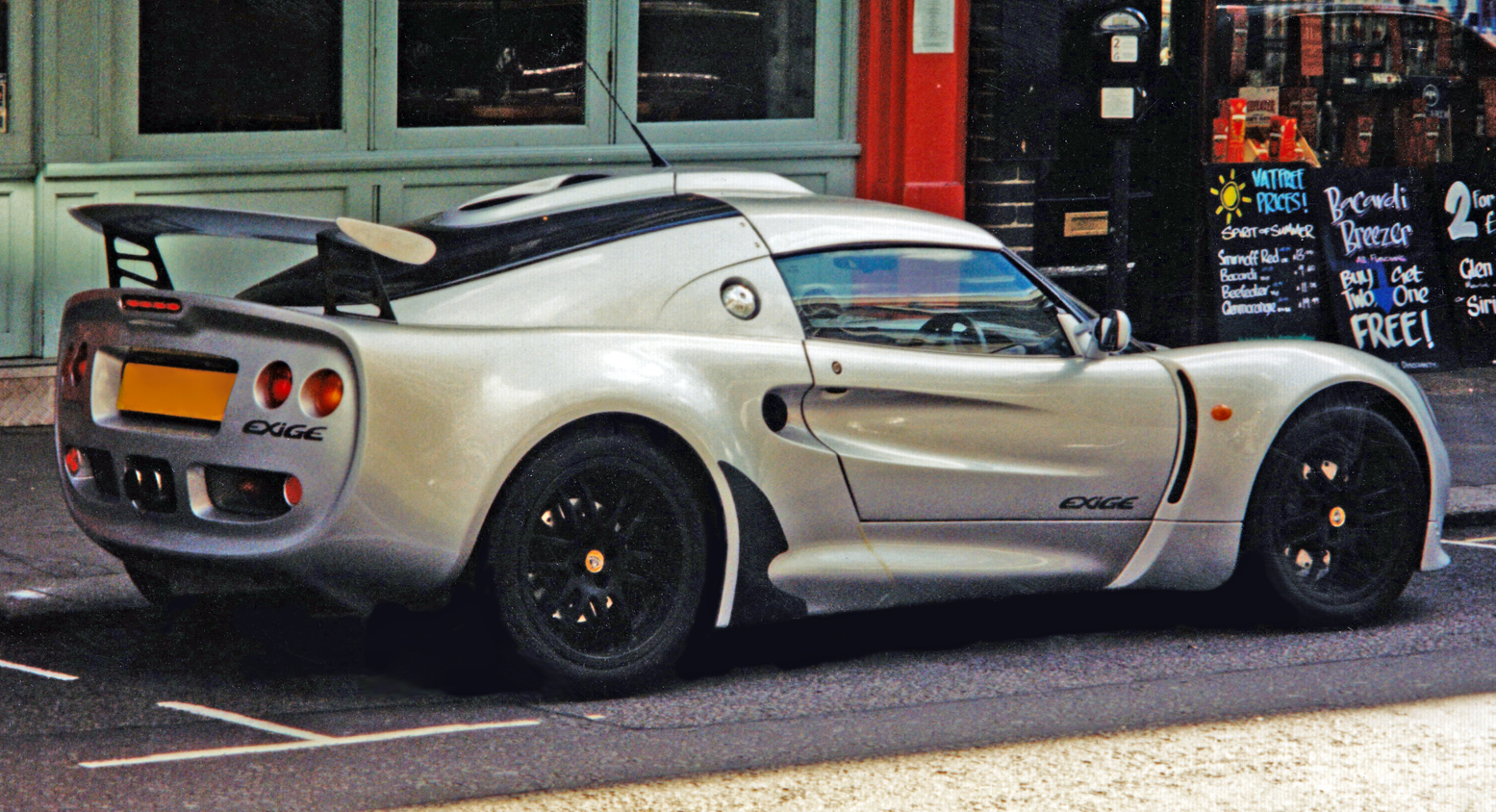
Exige S1

Впервые Exige был запущен в производство в 2000 году и имел 1,8 л двигатель Rover K-серии VHPD (от англ. Very High Performance Derivative — Очень высоко производительная модификация) версии, который выдавал 179 л. с. (132 кВт) и 195 л. с. (143 кВт) в «track spec» версии. В 2004 году был представлен Exige 2 серии, он был оснащён 16-ти клапанным 1,8 л DOHC Toyota/Yamaha двигателем выдающим 193 л. с. (142 кВт) с тойотовской маркировкой 2ZZ-GE.

## Hennessy Venom F5
Автомобиль послужил базовой моделью для нового гиперкара производства Hennessey Performance Venom F5. Штатный двигатель был заменён на новый 7,6-литровый бензиновый турбомотор собственного производства мощностью в 1642 л. с., агрегатированный с 7-ступенчатой коробкой — роботом фирмы Ricardo. В саму машину были внесены и другие изменения.

## В игровой и сувенирной индустрии
Масштабная модель 1:32 Lotus Exige R-GT (2012) выпускается под маркой производителя Kinsmart.